# Mont Férion
Mont Férion – szczyt w Prealpach Nicejskich, części Alp Zachodnich. Leży w południowo-wschodniej Francji w regionie Prowansja-Alpy-Lazurowe Wybrzeże. Jest to najwyższy szczyt Prealp Nicejskich.